# Margaret Bondfield
Rt. Hon. Margaret Grace Bondfield (Somerset, 17 de Março de 1873 – Sanderstead, Surrey, 16 de Junho de 1953) foi uma pioneira feminista e política britânica e membro do Partido Trabalhista do Reino Unido. Foi a primeira mulher a integrar um governo no Reino Unido, como Ministra do Trabalho no governo de Ramsay MacDonald. Foi ainda a primeira mulher a fazer parte do Conselho Privado.
Em 1923, foi eleita deputada pelo Partido Trabalhista por Northampton, tendo sido reeleita em 1926 e em 1929, quando foi convidada a formar parte do governo de Ramsay MacDonald. Saiu em 1931, e em 1935 não conseguiu mais retornar ao Parlamento.
Bondfield nasceu numa família humilde e recebeu uma educação formal limitada. Após aprender costura, trabalhou como assistente de loja em Brighton e Londres. Bondfield ficou chocada com as condições de trabalho dos trabalhadores da loja, em particular com aqueles que viviam no local de trabalho, e tornou-se num membro ativo do sindicato dos trabalhadores de loja. Depois de se aproximar de círculos socialistas, foi nomeada subsecretária do sindicato National Amalgamated Union of Shop Assistants, Warehousemen and Clerks (NAUSAWC) em 1898. Mais tarde, tornou-se numa figura proeminente em vários movimentos socialistas femininos: ajudou a fundar a Women's Labour League (WLL) em 1906 e foi presidente da Adult Suffrage Society. A sua posição relativamente ao sufrágio feminino (ela defendia o voto para todos os adultos, independentemente do género ou propriedade em vez do acesso ao voto "nas mesmas condições dos homens" que os grupos sufragistas da época defendiam) excluiu-a do militarismo feminista da época.
Após deixar o seu cargo no sindicato em 1908, Bondfield trabalhou como secretária organizacional na WLL e mais tarde como delegada das mulheres para o National Union of General and Municipal Workers (NUGMW). Ela foi eleita para o conselho do Trades Union Congress em 1918 e tornou-se sua presidente em 1923, ano em que conseguiu pela primeira vez um lugar no Parlamento. No curto governo Trabalhista de 1924, serviu como secretária parlamentar do Ministro do Trabalho. O seu mandato no Parlamento entre 1929 e 1931 ficou marcado pelas crises económicas que importunaram o segundo governo Trabalhista. A sua disposição para considerar cortes nos subsídios de desemprego fizeram com que se afastasse de muitos dos membros do Partido Trabalhista.
Bondfield continuou envolvida no trabalho do NUGMW até 1938 e, durante a Segunda Guerra Mundial, realizou investigações para o Grupo das Mulheres para a Prosperidade Pública. Bondfield morreu em 1953. Apesar dos seus anos de serviço ao partido e ao sindicalismo e do seu sucesso a quebrar barreiras de género, ela nunca recebeu um grande reconhecimento do movimento Trabalhista.

## Infância e família

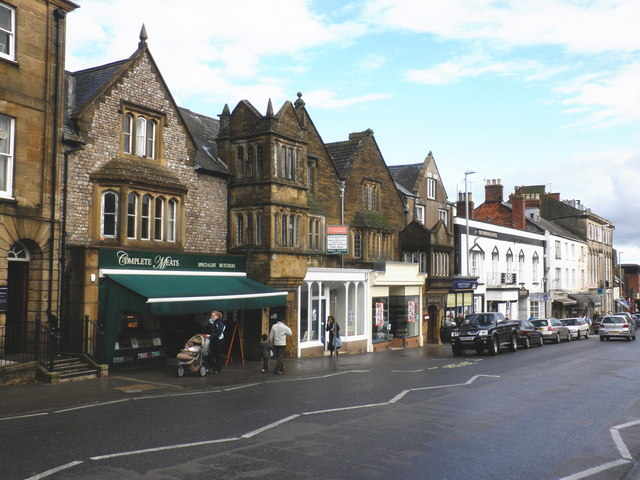
Fotografia moderna (2009) da rua principal de Chard, Somerset, a vila onde nasceu Bondfield.

Margaret Bondfield, conhecida em privado como "Maggie", nasceu em 17 de março de 1873 na vila de Chard, Somerset. Ela foi a décima de onze filhos e a terceira de quatro filhas de William Bondfield e da sua esposa, Ann. William Bondfield era rendeiro e tinha um historial de ativismo político. Na sua juventude, William fora secretário do Chard Political Union, um centro radical local que as autoridades suprimiram através de força militar. Ele também se tinha envolvido no Anti-Corn Law League, um grupo que se opunha às Corn Laws, nos anos 1840. Completamente autodidata, William tinha um fascínio pela ciência e pela engenharia e foi um dos inventores de um protótipo do avião moderno que foi exibido na Grande Exposição de 1851.
Quando Margaret ainda era criança, William ficou desempregado e teve dificuldades em encontrar trabalho. A família passou por grandes dificuldades e a ameaça constante da prisão numa workhouse. Apesar disso, William e Ann fizeram o seu melhor para garantir que os filhos frequentavam a escola. Margaret era uma criança inteligente e as suas competências de recitação de poemas e no piano eram frequentemente exibidas em eventos da vila e da catequese. Até aos 13 anos, Margaret frequentou a escola primária local, depois trabalhou durante um ano como aprendiz de professora na parte masculina da escola. Uma vez que havia pouco emprego na zona onde cresceu, Margaret deixou Chard aos 14 anos para trabalhar numa retrosaria em Hove, perto de Brighton.

## Carreira

### Trabalhadora de loja

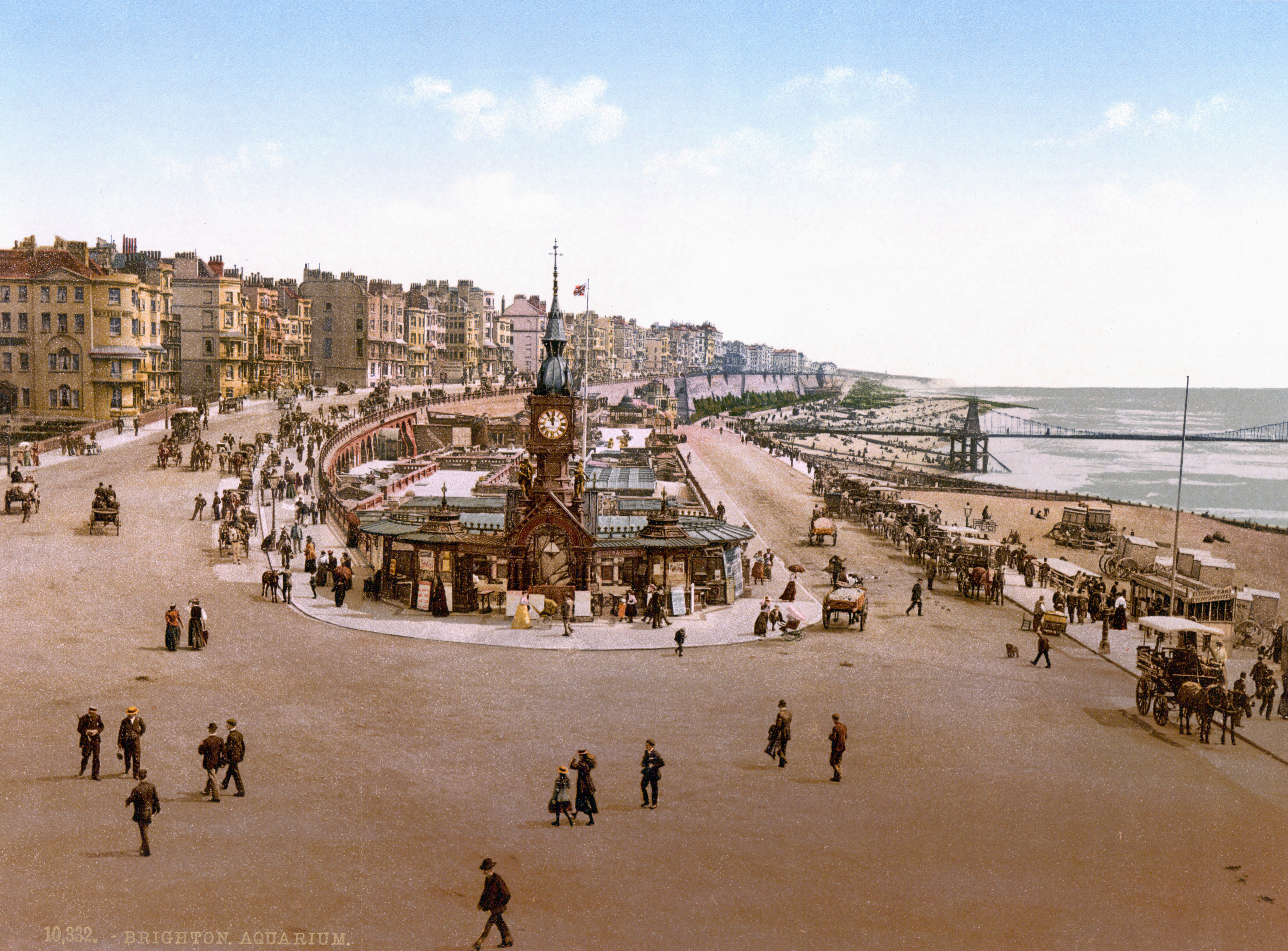
Brighton na década de 1890.

Bondfield começou a trabalhar numa retrosaria em Church Road, Hove, onde os jovens aprendizes eram tratados como família. As relações entre os clientes e as assistentes eram cordiais e as memórias de Bondfield deste período eram felizes. Depois de completar o período de aprendizagem, Bondfield trabalhou como assistente de loja residente em várias retrosarias de Brighton onde depressa encarou as realidades da vida de uma assistente de loja: patrões antipáticos, longas horas de trabalho, condições de habitação deploráveis e falta de privacidade. Bondfield falou da sua experiência como assistente de loja e residente no local de trabalho: "Sobrelotação, muito pouca higiene e comida fraca e em pouca quantidade eram as características principais deste sistema". Bondfield conseguiu algum alívio deste ambiente quando travou amizade com uma cliente abastada, Louisa Martindale e com a sua filha, Hilda. As Martindale, liberais conscientes do que se passava na sociedade e defensoras dos direitos da mulher, acharam que Bondfield estava disposta a aprender e emprestaram-lhe livros que despertaram nela o seu interesse em questões laborais e sociais. Bondfield descreveu Louisa Martindale como "uma das mais vívidas influências da minha vida... ela indicou-me o caminho do conhecimento que tem sido uma grande ajuda para os meus colegas de loja".

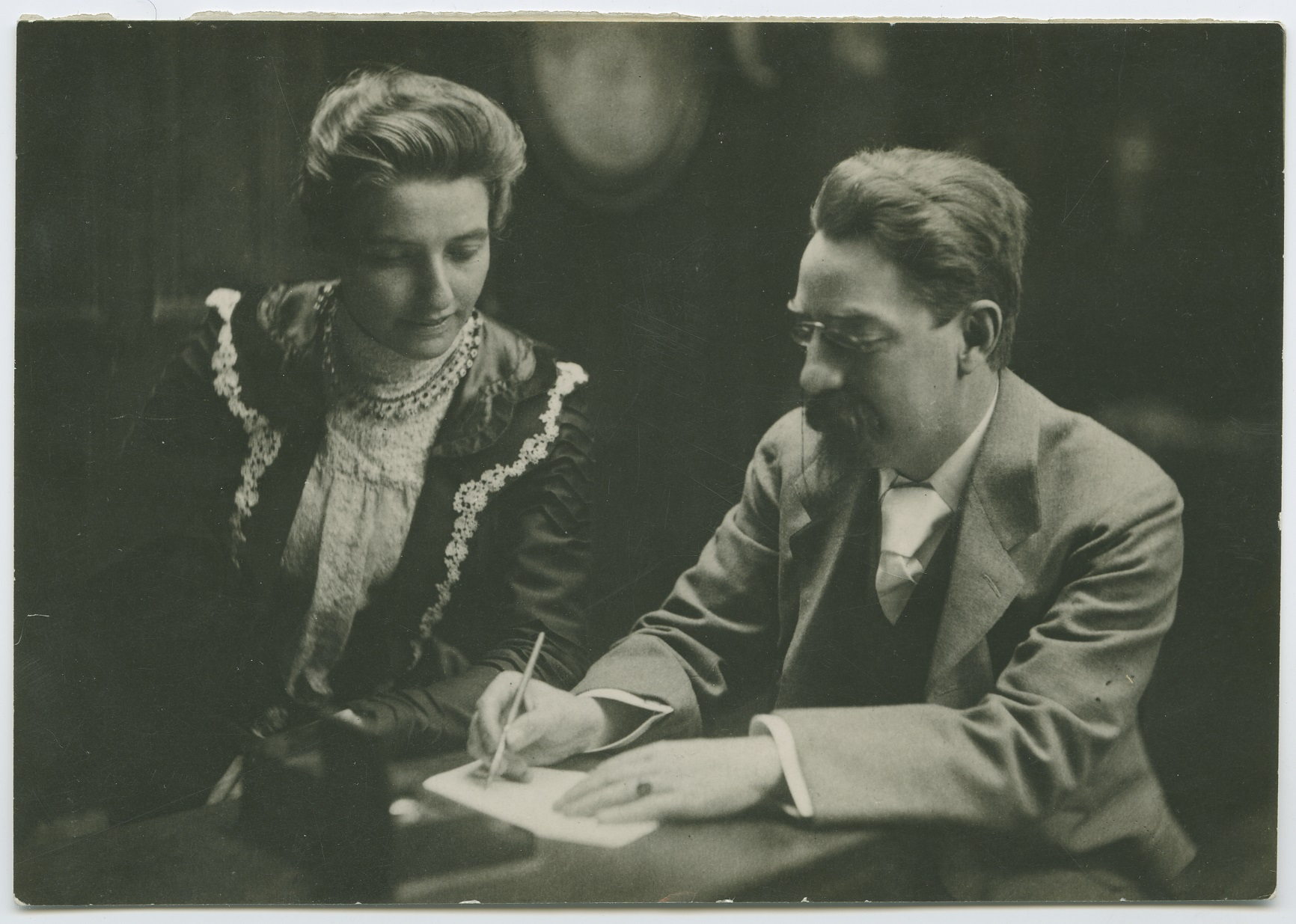
Beatrice e Sidney Webb, c. 1895; eles foram alguns dos primeiros conhecidos de Bondfield nos círculos socialistas.

O irmão de Bondfield, Frank, tinha conseguido estabelecer-se em Londres alguns anos antes como tipógrafo e sindicalista e, em 1894, depois de Margaret ter conseguido juntar 5 libras, decidiu juntar-se a ele. Em Londres, Bondfield não encontrou condições de trabalho melhores do que as de Brighton, mas Frank apresentou-a a vários dos seus amigos socialistas e políticos e ela tornou-se num membro ativo do National Amalgament Union of Shop Assistants, Warehousemen, and Clerks (NUSAWC). A sua educação política e literária veio sobretudo do Ideal Club, onde conheceu Bernard Shaw e Sidney e Beatrice Webb. Sob a influências destes eruditas socialistas, Bondfield juntou-se à Sociedade Fabiana e mais tarde ao Partido Trabalhista Independente (ILP).
Quando era trabalhadora de loja, Bondfield trabalhava entre 80 e 100 horas por semana durante 51 semanas por ano e podia ser chamada à noite para ver se as lojas concorrentes tinham encerrado antes da sua. Ela começou a relatar as suas experiências numa série de artigos e histórias que escreveu sob o pseudónimo "Grace Dare" para a revista mensal dos trabalhadores de loja, The Shop Assistant. Bondfield escrevia às escondidas à noite: "Acendia a minha vela barata, escondia o seu brilho através de uma toalha e começava a trabalhar no meu artigo mensal". Em 1896, Bondfield foi recrutada para o Women's Industrial Council (WIC) como agente secreta: ela trabalhava em várias lojas e registava secretamente todos os aspetos da vida nessas lojas. Os seus relatos de miséria e exploração foram publicados na revista The Shop Assistant e no jornal Daily Chronicle e serviram de base para um relatório do WIC sobre as condições dos trabalhadores de loja publicado em 1898.

### Sindicalista

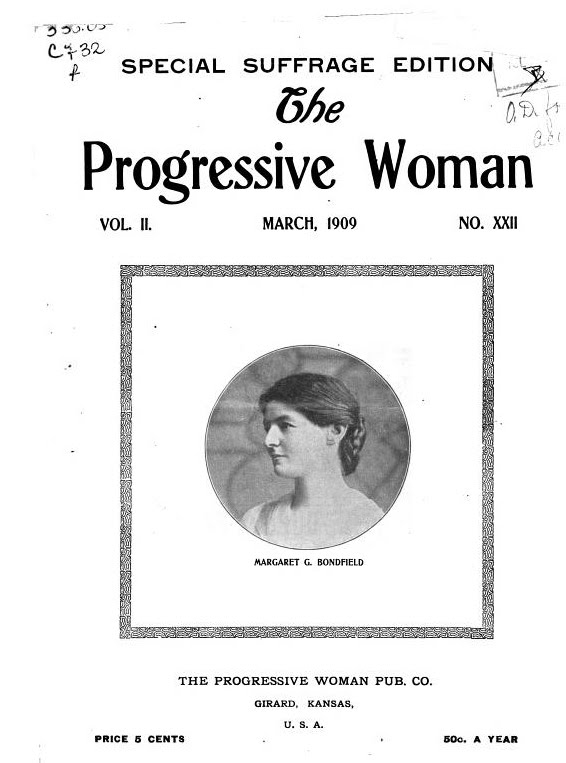
Margaret Bondfield na capa da revista The Progressive Woman em 1909.

Em 1898, Bondfield aceitou o trabalho de secretária-ajunta do NUSAWC, que nesse ano se tornou no "NAUSAWC" depois de se fundir com o United Shop Assistants' Union. A partir desta altura, Bondfield dedicou a sua vida ao trabalho sindicalista e ao socialismo. Ela "não tinha vocação para ser dona de casa ou mãe, mas sentia um desejo de servir o Sindicato... Tinha o 'amor querido dos camaradas'". Na altura, o sindicato, com menos de 3 000 membros, representava apenas uma pequena fração dos trabalhadores de loja e Bondfield deu prioridade ao aumento do número de membros. Durante vários meses, viajou por todo o país a distribuir papéis e a organizar reuniões quando podia. Essas reuniões tinham resultados mistos em virtude da apatia de muitos dos trabalhadores de loja e da oposição vincada dos patrões. Em Reading e em Bristol, Bondfield não teve nenhum sucesso na conquista de novos membros. Em 1899, Bondfield tornou-se na primeira delegada feminina do Congresso Anual de Sindicatos que nesse ano decorreu em Plymouth. Bondfield participou na votação que levou à formação, em 1900, do Comité de Representação Laboral (LRC), o percursor do Partido Trabalhista. O NAUSAWC, nesse altura com cerca de 7 000 membros, foi um dos primeiros sindicatos a afiliar-se ao comité.
Em 1902, Bondfield conheceu Mary Macarthur, que era oito anos mais nova do que ela e presidente da filial de Ayr do NAUSAWC. Macarthur, a filha de um rico vendedor de tecidos escocês, foi conservadora até que uma reunião de trabalho em 1901 para discutir a formação de uma filial da NAUSAWC a levou a tornar-se numa sindicalista fervorosa. Em 1903, Macarthur mudou-se para Londres onde, com a recomendação de Bondfield, se tornou secretária da Women's Trade League. As duas tornaram-se camaradas próximas nas duas décadas seguintes e defensoras de causas que afetavam as mulheres.

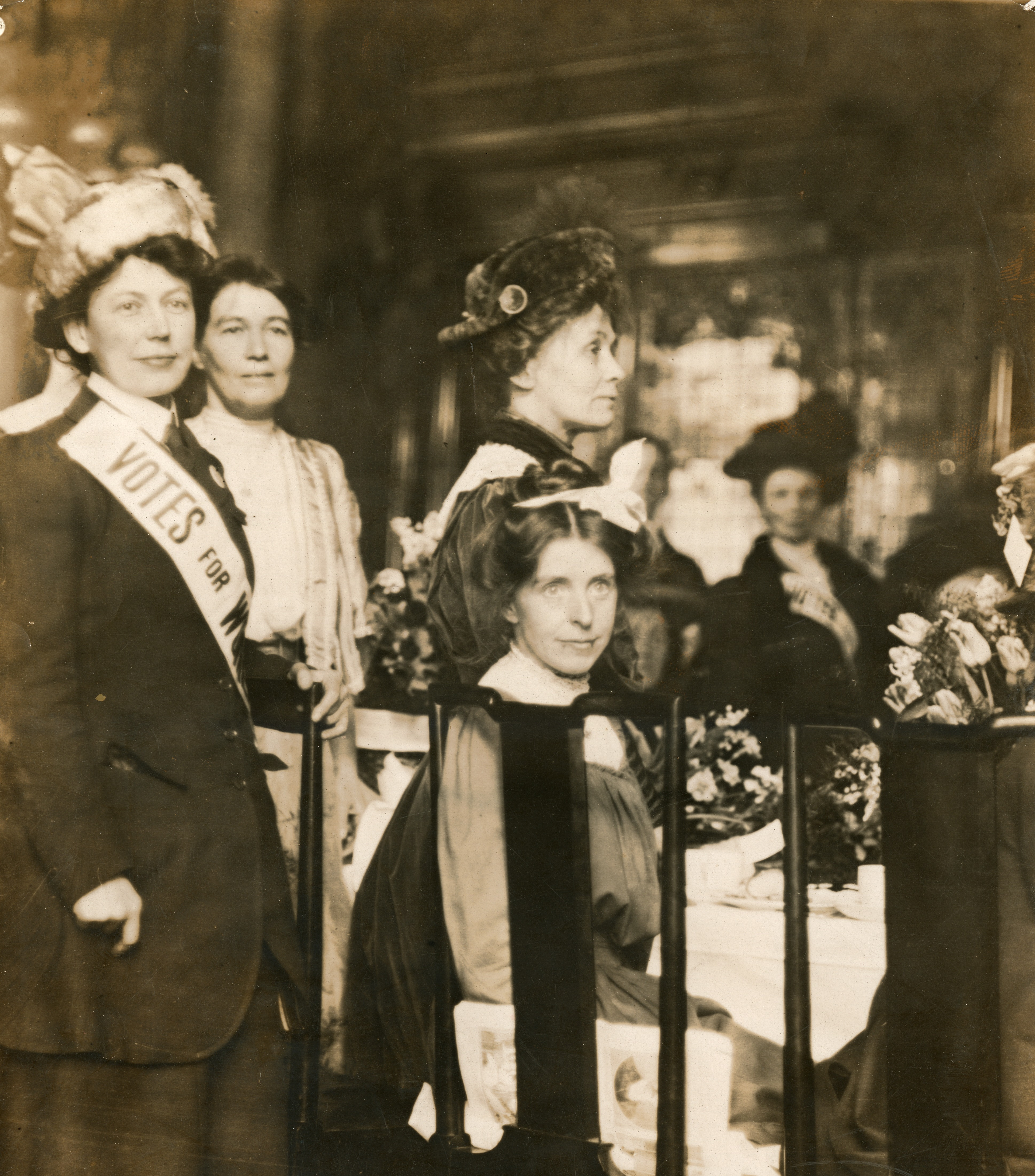
Reunião das líderes da Women's Social and Political Union. Apesar de ter defendido e trabalhado em prol do Sufrágio Feminino, Margaret Bondfield nunca se aliou ao grupo fundado por Emmeline Pankhurst por acreditar que o acesso ao voto deveria estender-se a todos os adultos, independentemente do género e da propriedade, o que ia contra o ideal da WSPU do acesso aos votos "nos mesmos termos que os homens".

Em 1904, foi aprovada a Shop Hours Act, uma lei que, pela primeira vez, impunha uma hora de fecho às lojas. Em 1907, foram dados os primeiros passos para terminar com a prática vitoriana de viver no local de trabalho, algo que na época ainda afetava dois terços dos 750 000 trabalhadores de loja britânicos. Inicialmente, o privilégio de viver fora do local de trabalho foi concedido apenas aos trabalhadores masculinos, mas Bondfield promoveu a extensão da lei para as mulheres, argumentando que, para elas terem a oportunidade de se tornarem "mulheres e mães... úteis e saudáveis", precisavam de "vidas racionais". No âmbito da sua campanha, Bondfield foi consultora da dramaturga Cicely Hamilton enquanto esta escrevia a peça Diana of Dobsons, sobre a vida numa loja. Bondfield descreveu a cena de abertura, cujo cenário é um dormitório feminino sombrio e sem qualquer conforto localizado acima de uma loja, como muito próxima da realidade.
A partir de 1904, Bondfield ficou cada vez mais ocupada com a questão do sufrágio feminino. Nesse ano, viajou com Dora Montefiore da Women's Social and Political Union (WSPU) para o Congresso Internacional das Mulheres em Berlim, porém, ela não concordava com a política principal da WSPU de lutar pelo voto para as mulheres nas mesmas condições restritas em que era concedido aos homens. Tal envolvia uma qualificação com base na propriedade e, assim, excluía a maioria da classe trabalhadora. Bondfield não via qualquer benefício nesta política para as mulheres que ela representava e juntou-se antes à Adult Suffrage Society (ASS), que lutava pelo sufrágio universal para os adultos, independentemente do género e da propriedade. Em 1906, Bondfield tornou-se presidente desta organização e apoiou o projeto de lei de "Eliminação das Lacunas das Mulheres", que foi apresentado no Parlamento por Sir Charles Dilke e cujo esboço foi elaborado originalmente por Richard Pankhurst, o marido de Emmeline Pankhurst. O objetivo deste projeto de lei era propor o sufrágio universal da população adulta e o direito das mulheres se tornarem deputadas. O projeto de lei chegou a ser discutido na Casa dos Comuns, mas o apoio de Bondfield acabou por afastar muitas militantes da WSPU que consideravam o projeto de lei uma distração dos seus próprios objetivos. Em 1907, num debate público com Teresa Billington-Greig no Women's Freedom League (um grupo que se tinha separado da WSPU), Bondfield defendeu que o único caminho para o sufrágio feminino era uma lei que concedesse o voto a todos os homens e mulheres, sem restrições. Ela desejou boa sorte a todas as mulheres que lutavam por um sufrágio "nas mesmas condições que os homens", mas "não as vou deixar dizer que estão a lutar pelas mulheres da minha classe". A pressão dos seus deveres e as campanhas constantes começaram a afetar a saúde de Bondfield e, em 1908, ela despediu-se do seu cargo no sindicato depois de dez anos de serviço. Durante esse tempo, o número de membros do NAUSAWC tinha aumentado para 20 000. A sua saída foi, nas suas palavras: "ao mesmo tempo, uma tristeza e um alívio".

## Women's Labour League
Depois de sair do NAUSAWC, Bondfield passou focar-se essencialmente na Women's Labour League (WILL) que ajudou a fundar em 1906. Os principais objetivos do grupo eram "trabalhar na representação laboral independente em cooperação com o Partido Trabalhista e obter a representação laboral direta das mulheres no Parlamento e em todas as instituições locais". A presidente da Women's Labour League era Margaret MacDonald, a esposa de Ramsay MacDonald, o futuro líder do Partido Trabalhista. Bondfield já conhecia o casal desde a década de 1890 através do seu trabalho no Women's Industrial Council.
Com um projeto de lei do Governo relativo ao sufrágio pendente no Parlamento, a WLL apresentou uma proposta na conferência do Partido Trabalhista de 1909 na qual o Partido se comprometia a opor-se a qualquer proposta de lei do sufrágio que não incluísse as mulheres. Porém, ainda que o Partido fosse na sua maioria favorável ao princípio do sufrágio feminino, não estava disposto a perder as reformas limitadas ao sufrágio masculino prometidas pelo projeto de lei do Governo. Quando Bondfield apresentou a proposta da WLL na conferência do Partido Trabalhista, foi persuadida por Arthur Henderson a suavizá-la. Muitas sufragistas reagiram com raiva: a WSPU acusou a WILL e Bondfield em particular de traição. Fran Abrams, num ensaio biográfico, escreveu que, apesar de Bondfield estar "preparada para apregoar em alta voz o sufrágio adulto... não estava preparada para danificar a sua relação com o Partido Trabalhista por isso".
Desde a aprovação da Qualification of Women Act (Lei da Qualificação das Mulheres) em 1907 que as mulheres podiam votar e candidatar-se nas eleições locais. Vários membros da WLL participaram nas eleições municipais de Londres em 1910. Bondfield candidatou-se por Woolwich, mas perdeu (ela voltou a candidatar-se pelo mesmo município em 1913, mas voltou a perder). A WLL esteve envolvida em várias eleições, tendo apoiado vários candidatos de ambos os sexos que defendiam os direitos das mulheres. Através destas atividades, Bondfield observou as vidas das famílias mais pobres e sobre elas escreveu: "Oh! Que vidas solitárias têm estas mulheres, escondidas no fundo de uma rede de ruas pequenas e cruéis!".
Para além dos seus deveres na WLL, Bondfield manteve várias atividades. Esta passou uma parte do ano de 1910 nos Estados Unidos a dar conferências sobre questões sufragistas na People's Suffrage Federation (PSF) e a estudar problemas laborais. No seu próprio país, trabalhou com a Women's Co-operative Guild (WCG) em questões de maternidade e cuidados infantis e fez parte do comité parlamentar que introduziu a atribuição de assistência estatal à maternidade. A sua investigação ao serviço da WIC sobre as condições de trabalho na indústria têxtil levou-a a juntar-se à maioria dos líderes do Partido Trabalhista na campanha da "Guerra contra a Pobreza". Em 1910, Bondfield aceitou o cargo de presidente da secção britânica do Women's International Council of Socialist and Labour Organisations (Conselho Internacional Feminino de Organizações Socialistas e Laborais).
Entre 1908 e 1910, a WLL e a WIC trabalharam em conjunto numa investigação a nível nacional das condições de trabalho das mulheres casadas. Bondfield realizou trabalho de campo em Yorkshire. A relação entre as duas instituições era hostil por vezes e, nas vésperas da publicação do relatório, houve desentendimentos em relação a quando e como deveria ocorrer essa publicação. Em consequência deste e outros desentendimentos, Bondfield, Macdonald e outros membros da Women's Labour League apresentaram a sua demissão do concelho. Em 1911, Bondfield iniciou as suas funções no cargo de Secretária Organizacional da WLL e passou a maioria do ano a viajar: criou uma filial da WLL em Ogmore Vale, Glamorgan, reformou a filial de Manchester e aconselhou lavadeiras que estavam em luta no sul do País de Gales. A morte súbita de Mary Macdonald em setembro de 1911, aumentou bastante a sua carga de trabalho. A grande quantidade de trabalho, em conjunto com disputas internas na WLL levaram-na a renunciar ao seu cargo em janeiro de 1912. A WLL fez tudo para evitar a sua demissão, e só em setembro desse ano é que aceitou com relutância a sua saída. Em 1913, a organização pediu a Bondfield que voltasse ao seu antigo cargo, mas sem sucesso e, assim, Marion Phillips sucedeu-a.

## Campanhas e Guerra

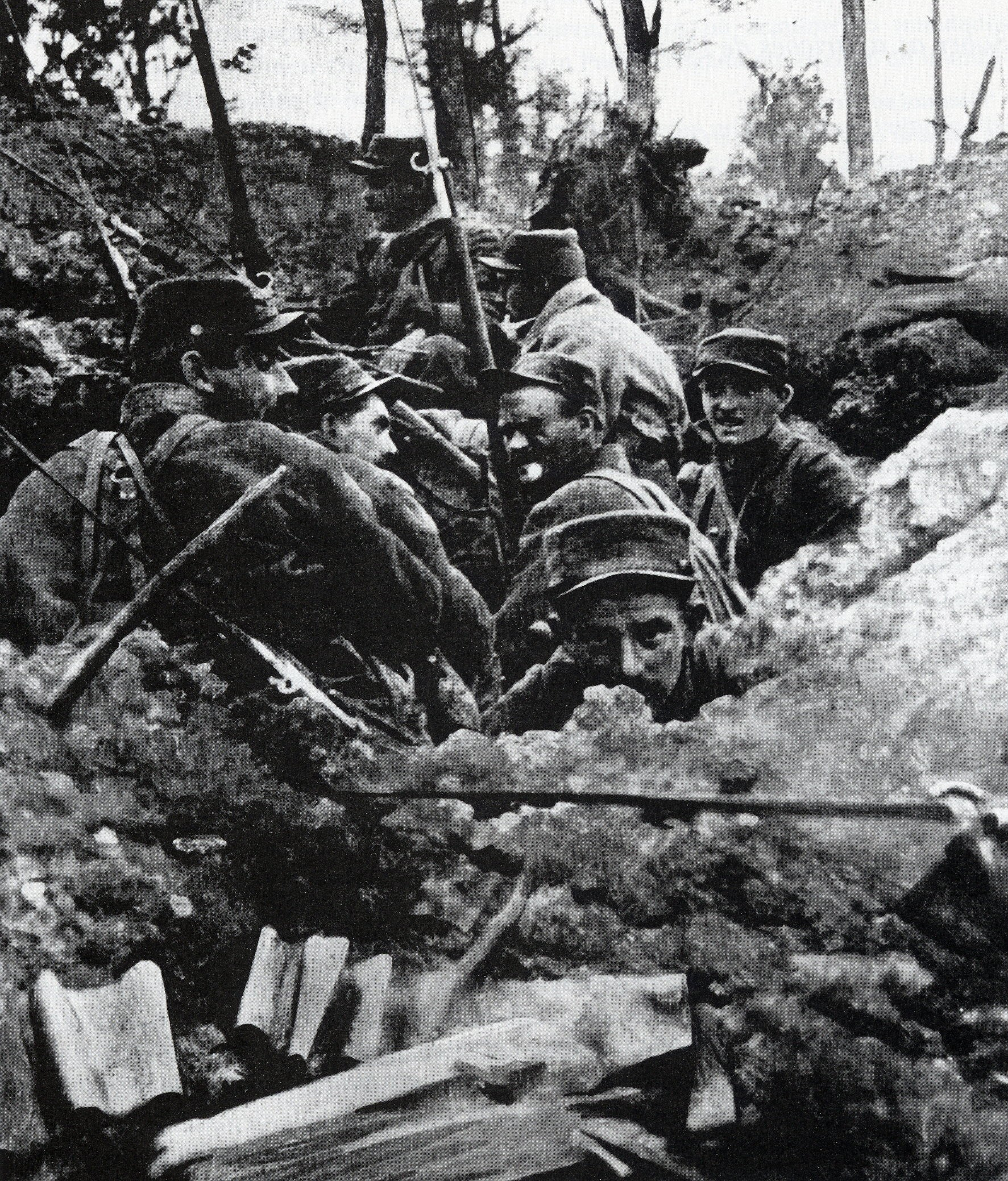
Durante a Primeira Guerra Mundial, Bondfield continuou o seu trabalho pelo Sufrágio Universal.

Em 1912, Bondfield passou a ser um membro do Sub-comité da Cidadania da  Women's Co-operative Guild, onde trabalhou com Margaret Llewelyn Davis na investigação de salários mínimos, mortalidade infantil e cuidados infantis. Assistiu ainda o programa de educação e formação da organização e deu conferências sobre "A Relação da Administração Local com a Maternidade". Agora livre dos seus deveres com a Women's Labour League, Bondfield tinha mais tempo para se dedicar à política e, em 1913, juntou-se ao Concelho de Administração Nacional do Partido Trabalhista Independente. Bondfield discursou na manifestação contra a guerra organizada por George Lansbury do Partido Trabalhista Independente em Trafalgar Square no dia 2 de agosto de 1914. Quando a Primeira Guerra Mundial eclodiu alguns dias depois, Bondfield juntou-se à Union of Democratic Control que, embora não fosse pacifista, se opunha ao aproveitamento da guerra como instrumento político. Bondfield juntou-a ainda ao Women's Peace Concil. Em março de 1915, participou numa conferência em Berna, na Suíça, organizada pela Women's International of Socialist and Labour Organizations, que pediu negociações para a paz. Mais tarde, o governo, preocupado com a associação de Bondfield a organizações que favoreciam a paz, impediu-a de viajar para conferências similares na Suécia e nos Estados Unidos.
Bondfield tinha ajudado Mary Macarthur a fundar a National Federation of Women Workers (NFWW) em 1906. Esta organização dedicava-se à sindicalização das mulheres e, em 1914, tinha mais de 20 000 membros. Em 1915, Bondfield tornou-se secretária organizacional da NFWW. Em conjunto com Macarthur, Phillips e Susan Lawrence, Bondfield criou o Comité Central para o Emprego das Mulheres que criava emprego de ajuda humanitária para mulheres desempregadas. As investigações de Bondfield sobre os salários dos trabalhadores revelou diferenças consideráveis entre o valor pago aos homens e às mulheres por trabalho idêntico. Bondfield fez campanha pela NFWW por um salário mínimo de 1 libra por semana para as mulheres, independentemente do tipo de trabalho, e para salários iguais aos dos homens.
Com a pausa na militância das sufragistas no decorrer da Primeira Guerra Mundial, foi convocada uma conferência em outubro de 1916 para debater a questão do direito ao voto das mulheres e apresentar propostas para legislação depois da guerra. Enquanto Bondfield, Landsbury e outros defensores do voto se mostraram a favor do sufrágio para todos os adultos, a conferência recomendou apenas uma extensão limitada do direito ao voto. Assim, a Representation of the People Act de 1918 (Lei da Representação do Povo) deu acesso ao voto a mulheres com mais de 30 anos de idade que tivessem propriedade ou esposas de homens que tivessem propriedade, ou que tivessem um curso universitário. Bondfield descreveu a lei, que excluiu a grande maioria das mulheres da classe trabalhadora, como "cruel e inadequada... e cria novas anomalias".

## Proeminência nacional

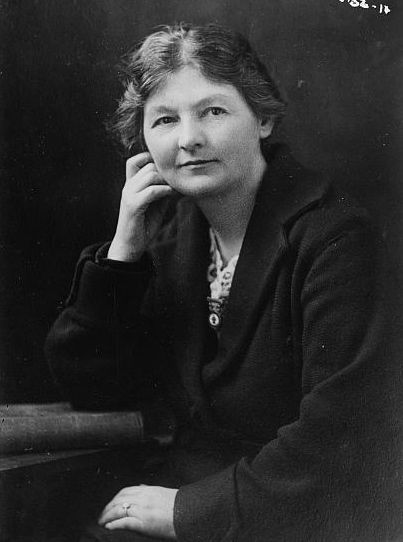
Margaret Bondfield.

Após o final da guerra em novembro de 1918, Bondfield foi eleita para o Concelho Geral do Trades Union Congress, sendo a primeira mulher a conseguir fazê-lo. Nos meses seguintes, Bondfield viajou como delegada do Trades Union Congress para conferências internacionais em Berna e, mais tarde, em Washington DC onde expressou a opinião de que os termos de paz impostos à Alemanha eram injustos. Em abril de 1920, fez parte de uma missão conjunta do Trades Union Congress e do Partido Trabalhista à União Soviética. Alguns meses depois, George Lansbury também visitou o novo país e ficou bastante impressionado após conhecer Lenine, que julgava ser "o símbolo de um novo espírito", "o pai do seu povo" e "o seu defensor na causa da liberdade social e económica". Bondfield, que também tinha conhecido Lenine, foi mais cautelosa. Numa conferência do NFWW, disse, depois de regressar da sua visita que, se fosse uma cidadã russa, apoiaria o governo bolchevique visto que era, na altura., "a única forma possível de governo". Mais tarde, a opinião de Bondfield em relação ao comunismo evoluiu e esta passou a vê-lo como antidemocrata e ditatorial e votou contra a candidatura do Partido Comunista da Grã-Bretanha a partido afiliado do Partido Trabalhista.
Entre várias outras atividades públicas, Bondfield fez parte da administração da Ruskin College, uma instituição de Oxford fundada em 1899 com o objetivo de fornecer formação académica a homens da classe trabalhadora. Tornou-se ainda juíza de paz. Bondfield candidatou-se pela primeira vez ao Parlamento em 1920 pelo Partido Trabalhista de Northampton. Ela aumentou consideravelmente os votos do Partido Trabalhista, mas perdeu por 3 371 votos para o candidato da Coligação Liberal. Nas eleições gerais de 1922, Bondfield voltou a candidatar-se pelo Partido Trabalhista de Northampton e pediu a Bernard Shaw que a ajudasse com a campanha. Ele estava insatisfeito com o Partido Trabalhista por não arranjar um cargo mais promissor, mas discursou na campanha de Bondfield. Porém, a margem de derrota de Bondfield aumentou para 5 476 votos.
Depois de dois anos de negociações, em 1920 o NFWW votou para se unir ao National Union of General Workers e tornou-se na Secção das Mulheres desse sindicato. Bondfield, que apoiou a união, acreditava que, desde que as mulheres pudessem manter a sua identidade de grupo separada, era melhor que homens e mulheres trabalhassem em conjunto. A secretária da nova secção seria Mary Macarthur, porém esta morreu de cancro no dia 1 de janeiro de 1921, a data em que a união entrou em vigor. Bondfield foi nomeada para o cargo e manteve-se no mesmo (com dispensa quando fez parte do Governo) até 1938. Em honra da sua amiga, Bondfield ajudou a organizar o Fundo de Memória de Mary Macarthur. Ela acrescentou novas responsabilidades à sua agenda de trabalho já preenchida: foi presidente do Standing Joint Committee of Inustrial Women's Organisations (SJCIWO), membro do Comité de Emergência para o Desemprego do Partido Trabalhista e presidente da Conferência das Mulheres Desempregadas de 1922. Em setembro de 1923, Bondfield tornou-se na primeira mulher a assumir a presidência do Concelho Geral do Trades Union Congress.
Em novembro de 1923, o governo conservador de Stanley Baldwin caiu. Nas eleições gerais no mês seguinte, Bondfield foi eleita em Northampton com uma maioria de 4 306 votos sobre o seu adversário conservador. Ela foi uma das primeiras três mulheres, Susan Lawrence e Dorothy Jewson foram as restantes, a ser eleita deputada pelo Partido Trabalhista. A sua vitória foi celebrada com fervor pelos seus apoiantes que Bondfield descreveu como "quase loucos com alegria" e que a levaram num desfile pela vila. O Partido Trabalhista tinha conseguido conquistar 191 lugares dos 258 dos conservadores e os liberais conseguiram 158. Visto que nenhum partido tinha conseguido uma maioria absoluta, a constituição do próximo governo esteve em dúvida durante várias semanas.

## Parlamento e mandatos

### Primeiro Governo Trabalhista

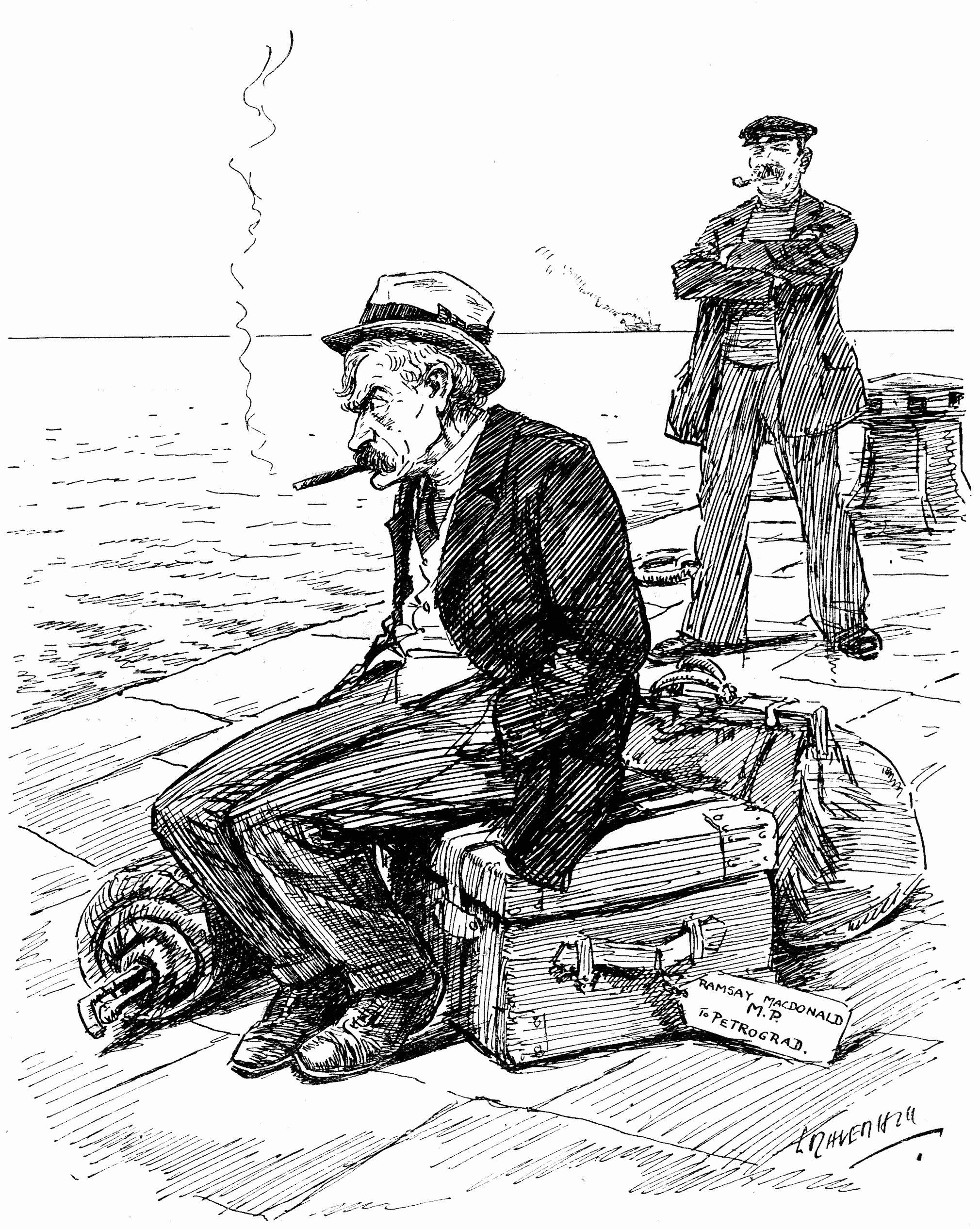
O líder do Partido Trabalhista, Ramsay MacDonald retratado num cartoon da Punch. A etiqueta da bagagem com o destino "Petrogado" liga-o à Rússia e ao comunismo.

A decisão do Partido Liberal de não participar numa coligação com o Partido Conservador e o facto de Stanley Baldwin não querer governar sem uma maioria, levaram à criação do primeiro governo trabalhista minoritário de Ramsay MacDonald, que iniciou funções em janeiro de 1924. Segundo o biógrafo de Landsbury, Bondfield recusou a oferta de uma pasta no governo e preferiu tornar-se secretária parlamentar do Ministro do Trabalho, Tom Shaw. Esta nomeação obrigou-a a abandonar o seu cargo de presidente do Concelho do TUC. Esta decisão, logo depois de se ter tornado na primeira mulher a conseguir o cargo, gerou algumas críticas por parte de outros sindicalistas.
Bondfield descreveria mais tarde os seus primeiros meses no governo como "uma aventura estranha". As dificuldades da situação económica teriam criado problemas até aos governos mais experientes e a administração inexperiente do Partido Trabalhista cedo encontrou dificuldades. Bondfield passou grande parte do seu tempo no estrangeiro: no outono visitou o Canadá como líder de uma delegação que iria analisar os problemas dos imigrantes britânicos, principalmente na questão do bem-estar das crianças. Quando regressou ao Reino Unido no início de outubro, Bondfield encontrou um governo já no seu último fôlego. No dia 8 de outubro, Macdonald renunciou ao seu cargo depois de perder a votação de uma moção de confiança na Casa dos Comuns. As hipóteses de vitória do Partido Trabalhista nas eleições gerais que se seguiriam estavam fatalmente comprometidas graças à polémica provocada pela apelidada Carta de Zinoviev, uma missiva alegadamente enviada por Grigori Zinoviev, presidente da Internacional Comunista, onde dizia aos socialistas britânicos para se prepararem para uma revolução violenta. A carta, publicada quatro dias antes das eleições, gerou um "pânico vermelho" que provocou uma mudança significativa nas intenções de voto da direita e garantiu uma grande vitória do Partido Conservador. Bondfield perdeu o seu lugar em Northampton por 971 votos.

### Oposição
Após a sua derrota, Bondfield regressou ao seu trabalho no National Union of General and Municipal Workers e foi reeleita para o Concelho do Trades Union Council. Em 1926, Bondfield apoiou a decisão do TUC de convocar uma Greve Geral e também a decisão de a desconvocar nove dias depois. Após a demissão de Sir Patrick Hastings em junho de 1926, Bondfield foi escolhida para candidata do Partido Trabalhista em Wallsend e venceu a eleição parcial consequente com uma maioria de mais de 9 000 votos. Entretanto, ela tinha aceitado uma nomeação para o Comité de Blanesburgh, que o governo conservador tinha criado para estudar reformas ao sistema de subsídio de desemprego. A sua opinião privada de que o direito ao subsídio deveria ser calculado a partir das contribuições, não era partilhada por grande parte do Partido Trabalhista, nem do TUC. Quando o comité fez uma recomendação dentro destes moldes, Bondfield assinou o relatório, que se tornou na base do Unemployment Insurance Act de 1927. A associação de Bondfield a esta legislação manchou permanentemente a sua relação com o movimento Trabalhista.
Em 29 de março de 1928, quando foi apresentado um projeto de lei no Parlamento que concedia o direito de voto a todos os homens e mulheres com mais de 21 anos de idade, Bondfield afirmou que a medida era "um enorme avanço social" e acrescentou: "Finalmente todas [as mulheres] ficam numa posição igualitária porque todos somos seres humanos e fazemos parte da sociedade por inteiro... de uma vez por todas, vamos destruir a barreira artificial que impede que qualquer mulher que queira estudar política e que quer avançar e reclamar o seu papel integral na vida política da sua época". Quando o projeto passou a lei, 4 milhões de eleitores, a maioria mulheres, foram acrescentados aos cadernos eleitorais. Nas eleições gerais de 1929, que tiveram lugar no dia 30 de maio, Bondfield conseguiu manter o seu lugar no Parlamento sem grandes dificuldades, apesar da intervenção de um candidato que representava os trabalhadores desempregados. O Partido Trabalhista venceu as eleições, porém sem uma maioria e MacDonald formou o seu segundo governo minoritário.

### Ministra do Trabalho

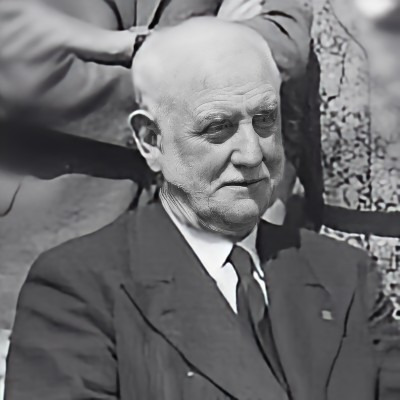
George Lansbury foi o único membro do Governo Trabalhista de 1929-31 que conseguiu ser reeleito nas eleições gerais de 1931.

Quando Bondfield aceitou a pasta de Ministra do Trabalho no novo governo, tornou-se na primeira mulher ministra do Reino Unido e na primeira mulher a integrar o Concelho Privado. Ela considerou a nomeação "uma parte da grande revolução no papel das mulheres". O seu mandato foi dominado pela questão do desemprego crescente e o consequente aumento dos custos com os subsídios, que criaram uma divisão entre o governo, ansioso por provar a sua responsabilidade fiscal, e o movimento Trabalhista cuja prioridade era proteger os desempregados. Segundo o historiador Robert Skidelsky: "Os ministros preocupavam-se com as finanças do fundo [do desemprego]; os deputados preocupavam-se com as finanças dos desempregados". Sob uma pressão cada vez maior do TUC, Bondfield apresentou um projeto de lei que anulava as restrições do "Blanesburgh" relativas ao subsídio de desemprego introduzidas pelo governo anterior, mas visivelmente contrariada. A forma como abordou a questão foi descrita por Marquand como "desajeitada", e por Skidelsky como reveladora de "uma falta de tacto monumental".
À medida que os custos com o desemprego se amontoavam, as tentativas de Bondfield de controlar o défice do fundo causaram ainda mais hostilidade com o TUC e ataques políticos dos partidos da oposição. Em fevereiro de 1931, Bondfield propôs um plano para cortar nos subsídios e restringir os termos de acesso aos mesmos, mas este foi rejeitado pelo resto do governo por ser demasiado duro. Em vez disso, o governo aceitou uma proposta do Partido Liberal para a criação de um comité independente que acabou por ser criado sob a liderança de Sir George May para investigar formas de reduzir a despesa pública. Com o colapso do maior banco privado da Austrália em maio de 1931 e de vários bancos europeus, a crise intensificou-se. Em 30 de julho, o comité de May recomendou cortes de 97 milhões de libras na despesa pública, a maioria dos quais (67 milhões) seriam em despesas com o desemprego. Nas semanas que se seguiram, os ministros lutaram em vão para cumprir este programa. Bondfield estava preparada para reduzir o valor do subsídio de desemprego, desde que os beneficiários mais pobres fossem protegidos. Contudo, não foi encontrada uma solução para o fazer e a 23 de agosto o governo já se encontrava desesperadamente dividido e demitiu-se no dia seguinte. Para revolta do TUC e da maioria do Partido Trabalhista, MacDonald criou um Governo Nacional de emergência com os partidos Conservador e Liberal, enquanto grande parte do Partido Trabalhista foi para a oposição.
Bondfield não se juntou aos poucos de deputados trabalhistas que escolheram continuar a servir MacDonald, apesar de ter expressado a sua "profunda simpatia e admiração" pelas suas ações. Nas eleições gerais que se seguiram em 27 de outubro de 1931, o Partido Trabalhista perdeu mais de três quartos dos seus lugares na Câmara dos Comuns e ficou reduzido a 52 membros. Bondfield foi derrotada em Wallsend por 7 606 votos. Abrams observa que, dado os ataques que ela sofreu por parte da esquerda e da direita, "seria um milagre se tivesse sido reeleita". Depois das eleições, George Lansbury foi o único membro do governo que conseguiu ser reeleito.

## Fim da carreira

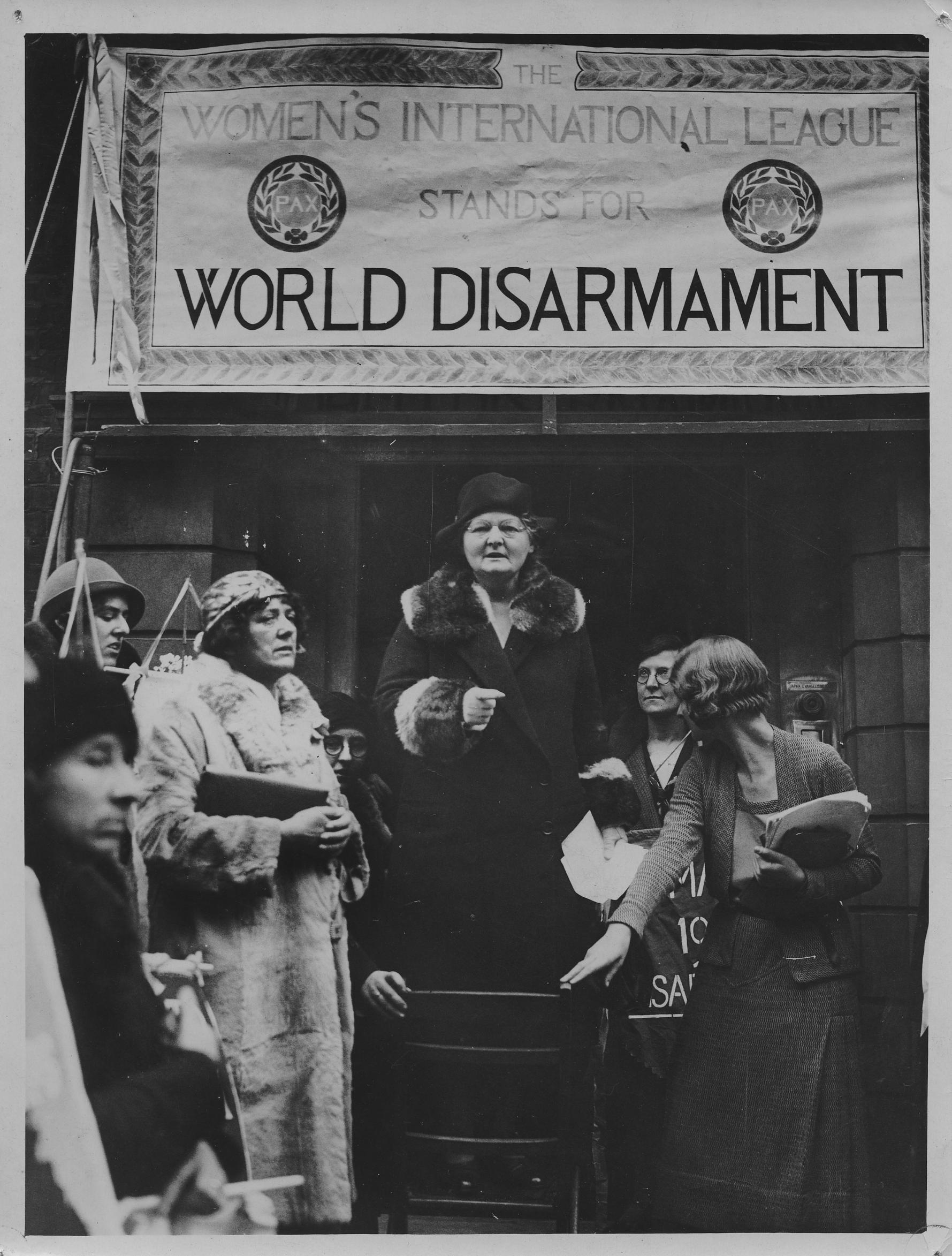
Margaret Bondfield a discursar em 1932.

Depois da sua derrota nas eleições gerais de 1931, Bondfield regressou ao seu posto no NUGMW. O TUC, suspeito da sua proximidade com MacDonald, foi hostil com ela e não a voltou a eleger para o Concelho Geral. Bondfield voltou a perder as eleições em 1935 e tornou-se claro que as eleições gerais de 1945 seriam adiadas devido à Segunda Guerra Mundial, pelo que ela desistiu da sua candidatura e nunca mais regressou ao Parlamento.
Em 1938, depois de se reformar do seu cargo no NUGMW, Bondfield fundou o Women's Group on Public Welfare. Ela estudou as condições laborais nos Estados Unidos e no México em 1938 e fez uma digressão pelos Estados Unidos e pelo Canadá após a eclosão da Segunda Guerra Mundial em 1939, como conferencista para os Serviços de Informação Britânicos. A sua visão da guerra era diferente da sua posição semi-pacifista de 1914: ela apoiou ativamente o governo e, em 1941, publicou um pequeno livro intitulado Why Labour Fights (Porque Lutam os Trabalhistas). A sua principal atividade durante a guerra foi liderar uma investigação do Comité da Higiene do Women's Group on Welfare que se focou nos problemas que surgiram em consequência da evacuação em larga escala para o campo de crianças da cidade. As conclusões da investigação do grupo foram publicadas em 1943 num relatório intitulado Our Towns: a Close-Up. O relatório foi o primeiro contacto que muitos tiveram com a verdadeira dimensão da pobreza nas cidades. As sugestões incluídas no relatório incluíam a criação da educação pré-primária, um salário-mínimo, apoios estatais para crianças e um serviço nacional de saúde. O relatório foi publicado várias vezes e foi fundamental para o desenvolvimento das reformas sociais introduzidas pelo governo Trabalhista que entrou em funções em 1945. Outras das atividades de Bondfield durante a guerra incluíram o encorajamento da nomeação de mulheres para a polícia.

## Últimos anos e morte
Bondfield continuou a estar ativa no Partido Trabalhista nos seus últimos anos e fez campanha pelo partido nas eleições gerais de 1945. Nos seus últimos anos dedicou-se também a escrever a sua autobiografia, A Life's Work, que foi publicado em 1948.
Para além da sua autobiografia, Bondfield contribuiu com um texto para a coletânea de ensaios What Life Has Taught Me. No seu texto, Bondfield escreve que as suas convicções religiosas deram-lhe "força para enfrentar a derrota com um sorriso, enfrentar o sucesso com um sentido de responsabilidade; a estar disposta a fazer o meu melhor sem esperar recompensas [e] a suportar equívocos sem ceder à amargura". Em março de 1948, Bondfield abriu a Mary Macarthur Home em Poulton-leFylde, perto de Blackpool, que oferecia férias pagas a mulheres trabalhadoras com poucos rendimentos. Em 1949 fez a sua última digressão de palestras pelos Estados Unidos. Ela abandonou o país com a convicção de que este adotaria em breve um serviço nacional de saúde.
Bondfield, que nunca se casou, manteve a sua boa saúde e o seu interesse na vida até à sua doença final em 1953. Ela mudou-se para um lar em Sanderstead, Surrey, onde faleceu com 80 anos a 16 de junho de 1953. No seu funeral no Golders Green Crematorium, a congregação cantou o hino "To Be a Pilgrim". O Partido Trabalhista esteve representado na sua totalidade e Clement Attlee, o líder do partido e antigo Primeiro-ministro fez o elogio fúnebre.

## Livros de Margaret Bondfield
- Socialism for Shop Assistants (1909)
- The National Care of Maternity (1914)
- The Meaning of Trade (1928)
- Why Labour Fights (1941)
- Our Towns: A Close-up (1943)
- A Life's Work (1949)